# Список умерших в 1201 году

В этой статье представлен список известных людей, умерших в 1201 году.
См. также: Категория:Умершие в 1201 году

## Март
- 1 марта — Сикиси-найсинно — японская поэтесса.
- 2 марта — Фульк Нейский — французский проповедник, агитировавший за четвёртый крестовый поход[1].
- 21 марта — Абсалон — датский государственный, церковный и военный деятель, епископ Роскилле (1158—1191), епископ Лунда (1177—1201), основатель Копенгагена
- 22 марта — Ярослав — опольский князь (с 1173), епископ Вроцлава (с 1198)

## Май
- 24 мая — Тибо II (22) — граф Шампани, граф Труа и граф Бри с 1198, сын Генриха I, графа Шампани и Марии, принцессы Французской.

## Июнь
- 20 июня — Имадуддин аль-Исфахани — персидский историк

## Июль
- 20 июля — Агнесса Меранская — королева-консорт Франции (1196—1200)
- 25 июля — Грифид ап Рис II — король Дехейбарта (1197—1201)
- 31 июля
  - Гульельмо ди Кабриано[итал.] — архиепископ Равенны (1191—1201)
  - Иоанн Комнин Толстый — византийский аристократ, поднявший 31 июля 1201 года восстание в Константинополе против императора Алексея III Ангела. Убит

## Сентябрь
- 5 сентября — Констанция — герцогиня Бретонская (1171—1194), графиня Ричмонд (1171—1201). Дочь герцога Конана IV Бретонского и Маргариты Хантингдонской, сестры короля Шотландии Малькольма IV
- 24 сентября — Лизиар[фр.] — епископ Се (1188—1201)

## Октябрь
- 6 октября — Ян V Бавор — епископ Оломоуца (1199—1201)

## Декабрь
- 8 декабря — Болеслав I Долговязый — князь Силезии 1163—1172, князь Силезии в Вроцлаве с 1173, старший сын польского князя Владислава II Изгнанника и Агнес фон Бабенберг, участник второго крестового похода

## Дата неизвестна или требует уточнения
- Боэмунд III — князь Антиохии (1160—1201)
- Вальтер Шатильонский — французский поэт и богослов, один из крупнейших представителей поэзии вагантов.
- Вильям Пертский, шотландский мученик, покровитель приёмных детей; святой Римско-католической церкви.
- Владимир Святославич — князь Новгородский (1180—1181), Вщижский (1181—1201 год). Третий сын Святослава Всеволодовича Черниговского и Киевского и Марии, дочери Василька Полоцкого.
- Герен де Сьере[фр.] — епископ Эврё (1193—1201).
- Абу-ль-Фарадж ибн аль-Джаузи, арабский историк, специалист в области фикха, хадисов.
- Игорь Святославич — князь Новгород-Северский (1180—1198), князь Черниговский (1198—1201), главный герой «Слова о полку Игореве».
- Иегуда бен Якар, арагонский раввин и талмудист.
- Маргарита Хантингдонская — герцогиня Бретани (1160—1166) и графиня Херефорда (1171—1201)
- Маска, Пандольфо — кардинал-священник Санти-Апостоли (1182—1201)
- Роджер Ховеденский — средневековый английский историк, автор книг «Деяния Генриха II и деяния короля Ричарда» (Gesta Henrici II et Gesta Regis Ricardi) и «Хроника» (Chronica), важных источников по истории Англии XII века
- Симон из Турнэ[англ.] — французский философ, представитель ранней схоластики